# Bloeddiamant

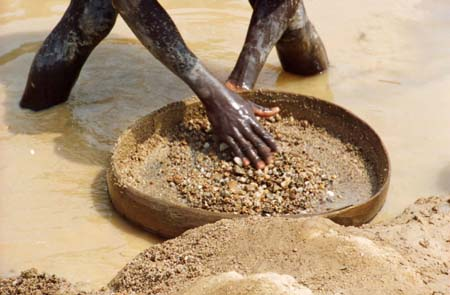
Diamant zoekmethode in Sierra Leone

Een bloeddiamant (ook conflictdiamant) is een diamant die afkomstig is uit conflictgebieden (in Afrika); de opbrengst van de diamantverkoop wordt gebruikt om rebellengroeperingen te financieren.
Een aantal landen hebben op vraag van de Verenigde Naties samen met de diamantindustrie een certificeringssysteem, het Kimberley-Proces, ingevoerd zodat het moeilijker wordt conflictdiamanten aan de man te brengen. Op 19 juli 2000 werd op het Werelddiamantcongres in Antwerpen een resolutie in die zin goedgekeurd.
Een ander materiaal in de reeks conflictmineralen is coltan, dat zeer geschikt is voor de productie van condensatoren voor mobiele telefoons en andere elektronica.
De in 2006 gemaakte film Blood Diamond gaat over de handel in en de strijd tegen bloeddiamanten.
Het fotomodel Naomi Campbell kwam in het nieuws toen ze in 2010 in Leidschendam werd ondervraagd als getuige in het Sierra Leonetribunaal tegen de Liberiaanse oud-dictator Charles Taylor, van wie ze een bloeddiamant zou hebben gekregen.

## Films en televisieseries over bloeddiamanten
- Blood Diamond (2006)
- Diamant (1997), naar het gelijknamige boek van Jef Geeraerts